# Saison 4 de Bienvenue chez les Huang
Chronologie
Saison 3 Saison 5
Cet article présente le guide des épisodes de la quatrième saison de la série télévisée américaine Bienvenue chez les Huang (Fresh Off the Boat).

## Généralités
- Aux États-Unis, la saison a été diffusée du 3 octobre 2017 au 20 mars 2018 sur le réseau ABC.
- Au Canada, elle a été diffusée en simultanée sur CHCH-DT.

## Distribution

### Acteurs principaux
- Randall Park (VF : Thierry Kazazian) : Louis Huang
- Constance Wu (VF : Véronique Desmadryl) : Jessica Huang
- Hudson Yang (en) (VF : Roman Chouillet) : Eddie Huang
- Forrest Wheeler (VF : Soren Chouillet) : Emery Huang
- Ian Chen (VF : Maryne Bertieaux) : Evan Huang
- Lucille Soong : Grand-mère Huang
- Chelsey Crisp (VF : Pamela Ravassard) : Honey Ellis
- Ray Wise (VF : Marc Bretonnière) :  Marvin Ellis

### Acteurs récurrents
- Trevor Larcom (VF : Killian Millet) : Trent
- Evan Hannemann (VF : Kylian Trouillard) : Dave
- Dash Williams (VF : Mathys Varaillon) : Brian
- Prophet Bolden (VF : Théo Levasseur) : Walter
- Luna Blaise (VF : Kaycie Chase) : Nicole
- Matt Oberg (VF : Philippe Valmont) : Matthew Chestnut
- Rachel Cannon (VF : Murielle Naigeon) : Deirdre
- Stacey Scowley (VF : Christèle Billault) : Carol-Joan
- David Goldman (VF : Christophe Desmottes) : Principal Hunter
- Isabella Alexander (VF : Claire Baradat) : Alison, petite-amie d'Eddie
- Alex Quijano (VF : Jean-Philippe Pertuit) : Officier Bryson
- Angela Kinsey (VF : Josy Bernard) : Amy Chestnut
- Noel Gugliemi (VF : Gilles Morvan) : Hector
- Kimberly Crandall (VF : Sybille Tureau) : Lisa
- Colleen Ryan : Amanda
- Nick Gore : Ned

### Invités
- Paula Abdul (VF : Odile Schmitt) : Holly[1] (épisode 10)

## Épisodes

### Épisode 1:La Roue de la fortune
- États-Unis /  Canada : 3 octobre 2017 sur ABC[2] / CHCH-DT[3]
- France : 7 octobre 2018 sur W9

- États-Unis : 4,51 millions de téléspectateurs[4] (première diffusion)

### Épisode 2:La Malédiction de l'année du buffle
- États-Unis /  Canada : 10 octobre 2017 sur ABC / CHCH-DT
- France : 7 octobre 2018 sur W9

- États-Unis : 4,08 millions de téléspectateurs[5] (première diffusion)

### Épisode 3:Nos enfants chéris
- États-Unis /  Canada : 17 octobre 2017 sur ABC / CHCH-DT
- France : 14 octobre 2018 sur W9

- États-Unis : 3,93 millions de téléspectateurs[6] (première diffusion)

### Épisode 4:Les Caïds
- États-Unis /  Canada : 24 octobre 2017 sur ABC / CHCH-DT
- France : 14 octobre 2018 sur W9

- États-Unis : 4,16 millions de téléspectateurs[7] (première diffusion)

### Épisode 5:Quatre enterrements et un mariage
- États-Unis /  Canada : 31 octobre 2017 sur ABC / CHCH-DT
- France : 14 octobre 2018 sur W9

- États-Unis : 3,53 millions de téléspectateurs[8] (première diffusion)

### Épisode 6:Une équipe hors du commun
- États-Unis /  Canada : 7 novembre 2017 sur ABC / CHCH-DT
- France : 14 octobre 2018 sur W9

- États-Unis : 3,66 millions de téléspectateurs[9] (première diffusion)

### Épisode 7:Le Blues de Thanksgiving
- États-Unis /  Canada : 14 novembre 2017 sur ABC / CHCH-DT
- France : 21 octobre 2018 sur W9

- États-Unis : 3,89 millions de téléspectateurs[10] (première diffusion)

### Épisode 8:Le crime était presque parfait
- États-Unis /  Canada : 21 novembre 2017 sur ABC / CHCH-DT
- France : 21 octobre 2018 sur W9

- États-Unis : 4,29 millions de téléspectateurs[11] (première diffusion)

### Épisode 9:Bad Boys
- États-Unis /  Canada : 5 décembre 2017 sur ABC / CHCH-DT
- France : 21 octobre 2018 sur W9

- États-Unis : 3,76 millions de téléspectateurs[12] (première diffusion)

### Épisode 10:Le Mauvais Esprit de Noël
- États-Unis /  Canada : 12 décembre 2017 sur ABC / CHCH-DT
- France : 21 octobre 2018 sur W9

- États-Unis : 3,91 millions de téléspectateurs[13] (première diffusion)

### Épisode 11:La croisière s'amuse
- États-Unis /  Canada : 2 janvier 2018 sur ABC / CHCH-DT
- France : 28 octobre 2018 sur W9

- États-Unis : 4,23 millions de téléspectateurs[14] (première diffusion)

### Épisode 12:Entre potes
- États-Unis /  Canada : 9 janvier 2018 sur ABC / CHCH-DT
- France : 28 octobre 2018 sur W9

- États-Unis : 3,64 millions de téléspectateurs[15] (première diffusion)

### Épisode 13:Quinze ans de réflexion
- États-Unis /  Canada : 16 janvier 2018 sur ABC / CHCH-DT
- France : 28 octobre 2018 sur W9

- États-Unis : 3,91 millions de téléspectateurs[16] (première diffusion)

### Épisode 14:Tu seras un homme mon fils
- États-Unis /  Canada : 30 janvier 2018 sur ABC / CHCH-DT
- France : 28 octobre 2018 sur W9

- États-Unis : 4,05 millions de téléspectateurs[17] (première diffusion)

### Épisode 15:L'Élève du mois
- États-Unis /  Canada : 30 janvier 2018 sur ABC / CHCH-DT
- France : 4 novembre 2018 sur W9

- États-Unis : 3,46 millions de téléspectateurs[17] (première diffusion)

### Épisode 16:La chance doit tourner
- États-Unis /  Canada : 6 février 2018 sur ABC / CHCH-DT
- France : 4 novembre 2018 sur W9

- États-Unis : 3,79 millions de téléspectateurs[18] (première diffusion)

### Épisode 17:Je t'aime comme un frère mon frère
- États-Unis /  Canada : 27 février 2018 sur ABC / CHCH-DT
- France : 4 novembre 2018 sur W9

- États-Unis : 3,29 millions de téléspectateurs[19] (première diffusion)

### Épisode 18:Yin et Yang
- États-Unis /  Canada : 13 mars 2018 sur ABC / CHCH-DT
- France : 4 novembre 2018 sur W9

- États-Unis : 3,07 millions de téléspectateurs[20] (première diffusion)

### Épisode 19:Stephen King forever
- États-Unis /  Canada : 20 mars 2018 sur ABC / CHCH-DT
- France : 4 novembre 2018 sur W9

- États-Unis : 3,61 millions de téléspectateurs[21] (première diffusion)